# Siewkowce
Siewkowce (Charadrii) – podrząd ptaków z rzędu siewkowych (Charadriiformes).

## Występowanie
Wszystkie kontynenty.

## Systematyka
Do podrzędu zalicza się następujące rodziny:
Parvordo: Chionida Sharpe, 1891
- Nadrodzina: Chionoidea Lesson, 1828
  - Burhinidae – kulony
  - Chionidae – pochwodzioby

Parvordo: Charadriida Huxley, 1867
- Nadrodzina: Pluvianoidea Reichenbach, 1848
  - Pluvianidae – pijawniki
- Nadrodzina: Haematopodoidea Billberg, 1828
  - Haematopodidae – ostrygojady
  - Recurvirostridae – szczudłonogi
- Nadrodzina: Charadrioidea Leach, 1820
  - Charadriidae – sieweczkowate